# Лена Кројндл
Лена Кројндл  (Штајр, 19. децембар 1997) аустријска пливачица чија је специјалност је пливање у дисциплинама мешовитим стилом. Чланица је пливачког клуба Линц из Линца.
Њена страст за пливањем открила у току школске спортске недеље, па се исте године је учланила у Пливачки клуб Воргл у, где је тренирала до 2012. године. Због добрих резултата, а да би усавршила пливање прешла 2012. години у клуб ASV Linz из Линца. Од тада, тренира у Олимпијском центру у Линцу.
Од 2014. учествује на међународним такмичењима:Олипијским играма младих, европским и светским првенствима у 50 и 25 метарским базенима. Пливала је више дисцилина слободог и мешовитог стила и као чланица штафета. Постизала је солидне резултате, али никад није освајала медаље.
На Летњим олимпијским играма 2016 такмичила се на 200 м мешовито, међутим, није прошла у полуфинале.